# Charles de Fitz-James

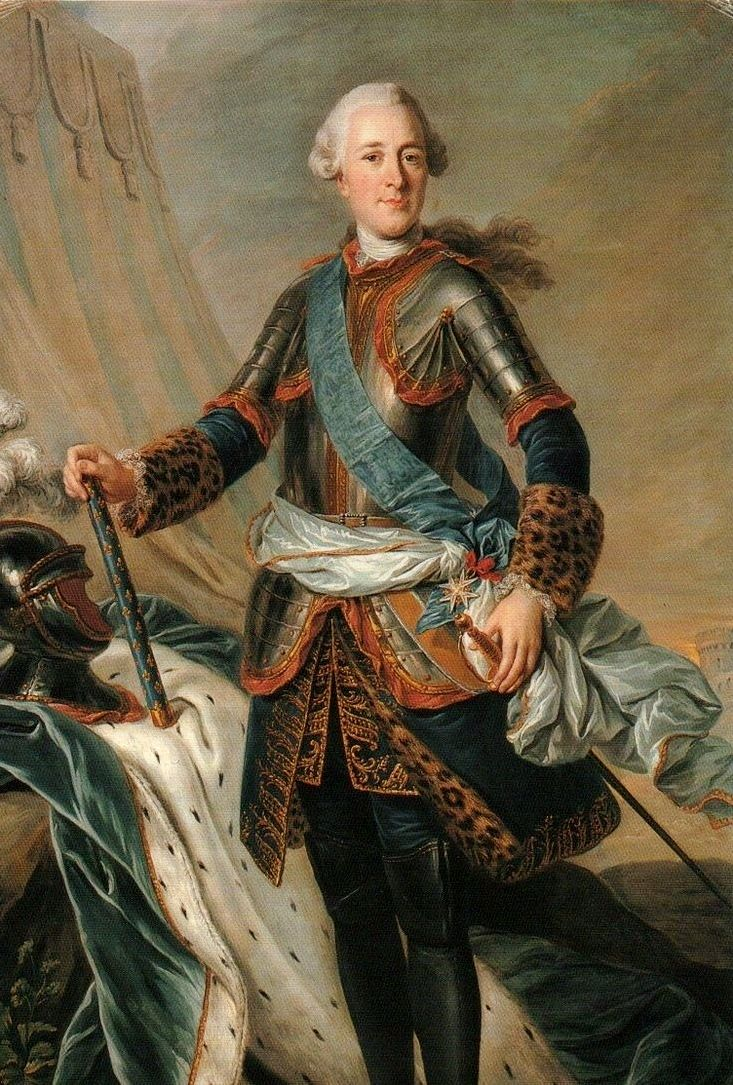
Charles de Fitz-James, Duc de Fitzjames

Charles de Fitz-James (* 4. November 1712 Saint-Germain-en-Laye; † 22. März 1787 in Paris) war 4. Herzog von Fitzjames, Pair und Marschall von Frankreich.

## Leben
Charles de Fitz-James war der vierte Sohn von James Fitz-James, Duke of Berwick, Duc de Fitz-James, Duque de Liria et Cérica, genannt le Maréchal de Berwick, und Anne Bulkeley, der fünfte Sohn insgesamt. Er war ein Enkel des englischen Königs Jakob II. Von Geburt an wurde er als Comte de Fitz-James bezeichnet.
Am 13. Oktober 1721 starb sein ältester Bruder Henry James, der (nach dem Rücktritt seines Vaters) seit 1718 der 2. Duc de Fitz-James war. Sein zweiter Bruder François de Fitz-James, der 3. Duke of Fitz-James, wurde 1727 Abt von Saint-Victor in Paris und legte bis auf den Herzogtitel, den er als Chef des Hauses Fitz-James weiterführte, alle weltlichen Würden nieder. 1736 legte er auch die Pairswürde und den Herzogstitel ab, so dass Charles de Fitz-James nun der 4. Duc de Fitz-James war.
Bereits am 28. Dezember 1729 hatte er von seinem Bruder Henry (1711–1731) das Amt des Gouverneurs von Limousin übernommen. 1730 trat er bei den Musketieren ein, am 31. März 1732 erhielt er eine Kompanie im Régiment de cavalerie de Montrevel, im Jahr darauf ein irisches Kavallerieregiment, dem er den Namen Fitz-James gab.

### Polnischer Thronfolgekrieg
Anfang des gleichen Jahres war August der Starke, König von Polen und Kurfürst von Sachsen gestorben (1. Februar 1733), was zum Ende des 20-jährigen Friedens in führte. Eine französische Armee unter dem Marschall Berwick drang in Deutschland ein, wobei Charles de Fitz-James an der Spitze seines Regiments die ersten militärischen Erfahrungen machte. Er nahm an der Belagerung von Kehl (1733) teil und dann an der Belagerung von Philippsburg (1734), wo er an der Seite seines Vaters stand, als dieser durch eine Kanonenkugel getötet wurde (12. Juni 1734).
1735 diente Charles de Fitz-James weiter in der Deutschlandarmee, jetzt unter dem Oberkommando von Marschall Coigny, bis sich 1738 der Frieden von Wien abzeichnete.

### Österreichischer Erbfolgekrieg
Im Jahr 1740 war es der Tod des Kaisers Karl VI., der den nächsten Krieg auslöste, in dem Frankreich die Ansprüche des Kurfürsten Karl Albrecht von Bayern auf den Kaiserthron unterstützte.
1741 überquerte eine Armee von 40.000 Mann unter dem Kommando des Marschalls Belle-Isle den Rhein bei Fort-Louis. Ebenfalls 40.000 Mann, unter ihnen der neue Herzog von Fitz-James als Brigadier, überquerten unter dem Kommando des Marschalls Maillebois zur gleichen Zeit die Maas. In diesem Krieg gab es wenige Aktionen, an denen Fitz-James nicht teilgenommen hat, insbesondere war er bei der Belagerung und beim Rückzugs von Prag in der Armee von Marschall de Belle-Isle dabei.
Im Juli 1743 kehrte er nach Frankreich zurück und beendete den Feldzug im unteren Elsass unter dem Kommando, des Marschalls Noailles. Im Jahr darauf wurde er zum Maréchal de camp befördert und in diesem Rang der Armée du Roi zugeteilt. Er kommandierte die Arbeiten der Mineure bei der Belagerung von Tournai (1745), weswegen er an der Schlacht bei Fontenoy nicht teilnehmen konnte. Anschließend nahm er an den Belagerungen von Oudenaarde und Dendermonde teil.
1746 wurde er in der Flandernarmee unter Marschall von Sachsen eingesetzt. Er bedeckte mit der Armee die Belagerungen von Mons, Saint-Guilhain, und Charleroi, und nahm an der Belagerung von Namur teil. Am 11. Oktober 1746 kämpfte er in der Schlacht bei Roucourt.
Der Feldzug von 1747 in den Niederlanden wurde durch die Schlacht bei Lauffeldt eröffnet. Der Herzog von Fitz-James nahm an der Eroberung von Bergen-op-Zoom unter dem Kommando Ulrich von Löwendals teil. 1748 war bei der Belagerung von Maastricht, als bereits die Verhandlungen zum Frieden von Aachen liefen. Die Feindseligkeiten hatten kaum geendet, als der Herzog von Fitz-James am 10. Mai 1748 zum Lieutenant-général befördert wurde.

### Siebenjähriger Krieg
Am 2. Februar 1756 wurde er in den Orden vom Heiligen Geist aufgenommen, im gleichen Jahr brach der Siebenjährige Krieg aus. Er kämpfte in der Schlacht bei Hastenbeck (1757) und nahm an der Eroberung des Kurfürstentums Hannover teil.
Im Jahr darauf nahm er an der Schlacht bei Krefeld teil (23. Juni 1758), Einige Monate später wurde er beauftragt, dem Fürsten von Soubise zehn Bataillone und zwölf Schwadronen zuzuführen, was ihm am 9. Oktober gelang: Am Tag darauf, den 10. Oktober 1758, kämpfte er an dessen Seite in der Schlacht bei Lutterberg. In der Schlacht bei Minden vom 1. August 1759, die durch die Uneinigkeit zwischen den Kommandeure verloren ging, griff Charles de Fitz-James die Hannover an der Spitze der französischen Kavallerie an, die unter seinem Kommando stand.
Im folgenden November kehrte er nach Frankreich zurück. Der Krieg war noch nicht vorbei, als er am 16. September 1761 zum Militärkommandanten des Languedoc und der Mittelmeerküste ernannt wurde. Das Amt verlor er durch eine Auseinandersetzung mit dem Parlement von Toulouse, die von 1763 bis 1767 dauerte und die ihn das Kommando im Languedoc kosteten und ihn zeitweise in Ungnade fallen ließen. 1766 erhielt er das Kommando im Béarn, in Navarra und in Guyenne, 1771 dann in der Bretagne.
Am 24. März 1775 wurde zum Marschall von Frankreich ernannt, ohne danach noch militärische Einsätze zu haben. Er starb am 22. März 1787 in Paris.

## Ehe und Familie
Charles de Fitz-James heiratete am 1. Februar 1741 Victoire Goyon de Matignon (* 9. August 1722; † 2. Juli 1777), Tochter von Thomas Goyon de Matignon (1684–1766), Comte de Gacé. Ihre Kinder waren:
- Anne Marie Félicité Josèphe (* Dezember 1741 † 21. Februar 1742 in Paris)
- Jacques Charles (* 26. November 1743; † 11. August 1805), Comte de Fitz-James, dann 5. Duc de Fitz-James (1769–1805), Pair de France, Gouverneur von Limousin; ⚭ 10. Januar 1769 Marie Claudine Silvie de Thiard de Bissy (* 1752/53; † 10. Juni 1812), Tochter von Henri de Thiard, Comte de Bissy, und Anne Brissart
- Laure Auguste (* 7. Dezember 1744; † 26. September 1814); Première dame d’honneur (1775–1791) der Königin Marie Antoinette; ⚭ 28. September 1762 Philipp Gabriel Maurice de Hénin-Liétard dit d’Alsace de Boussu, Fürst von Chimay († 24. Juli 1804) (Haus Hénin)
- Adélaide (* 27. Januar 1746; † 25. August 1747)
- Charles Ferdinand (* 7. September 1747)
- Edouard Henri (* 22. September 1750; † 1. Dezember 1823), Lieutenant-général
- Émilie (* 23. Dezember 1753).